# Mesótopos
Mesótopos, en grec moderne : Μεσότοπος, est un village de l'île de Lesbos, en Grèce. Selon le recensement de 2011, la population de Mesótopos compte 773 habitants. Il est situé à une altitude de 60 m au sud-ouest de l'île et à 74 km de Mytilène, le chef-lieu de l'île. Depuis 2019, Mesótopos est rattaché au dème de Lesbos-Ouest à la suite de la suppression du dème unique de Lesbos dans le cadre du programme Clisthène I.
C'est un village traditionnel, avec des rues étroites et pavées et des maisons aux toits de tuiles. Ses habitants se consacrent principalement à l'agriculture, à l'élevage et à la pêche. La municipalité de  Mesótopos comprend le village de Tavári, qui est situé à 3 km au sud avec une plage, des cafés et des tavernes. Les plages voisines de Tavári sont Podarás à l'est et Chroúsos à l'ouest. Tavári et Chroúsos créent le cap Myrmígi, une importante zone de pêche.